# (132661) Carlbaeker
(132661) Carlbaeker est un astéroïde de la ceinture principale.

## Description
(132661) Carlbaeker est un astéroïde de la ceinture principale. Il fut découvert le 12 juin 2002 à l'observatoire Palomar par Maik Meyer. Il présente une orbite caractérisée par un demi-grand axe de 2,53 UA, une excentricité de 0,17 et une inclinaison de 4,9° par rapport à l'écliptique.

## Compléments